# Michail Wassiljewitsch Lomonossow

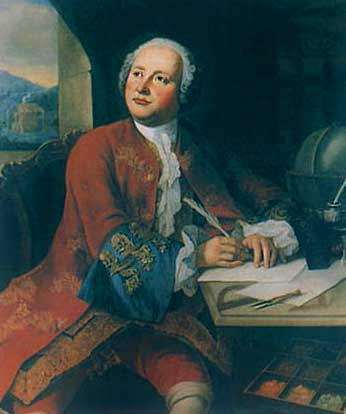
Michail Lomonossow

Michail Wassiljewitsch Lomonossow (russisch Михаи́л Васи́льевич Ломоно́сов, wiss. Transliteration Michail Vasil'evič Lomonosov; * 8.jul. / 19. November 1711greg. in Mischaninskaja, Gouvernement Archangelgorod; † 4.jul. / 15. April 1765greg. in Sankt Petersburg) war ein russischer Naturwissenschaftler, Dichter und Reformer der russischen Sprache. Er gilt als Universalgelehrter in der Zeit der Aufklärung.

## Leben

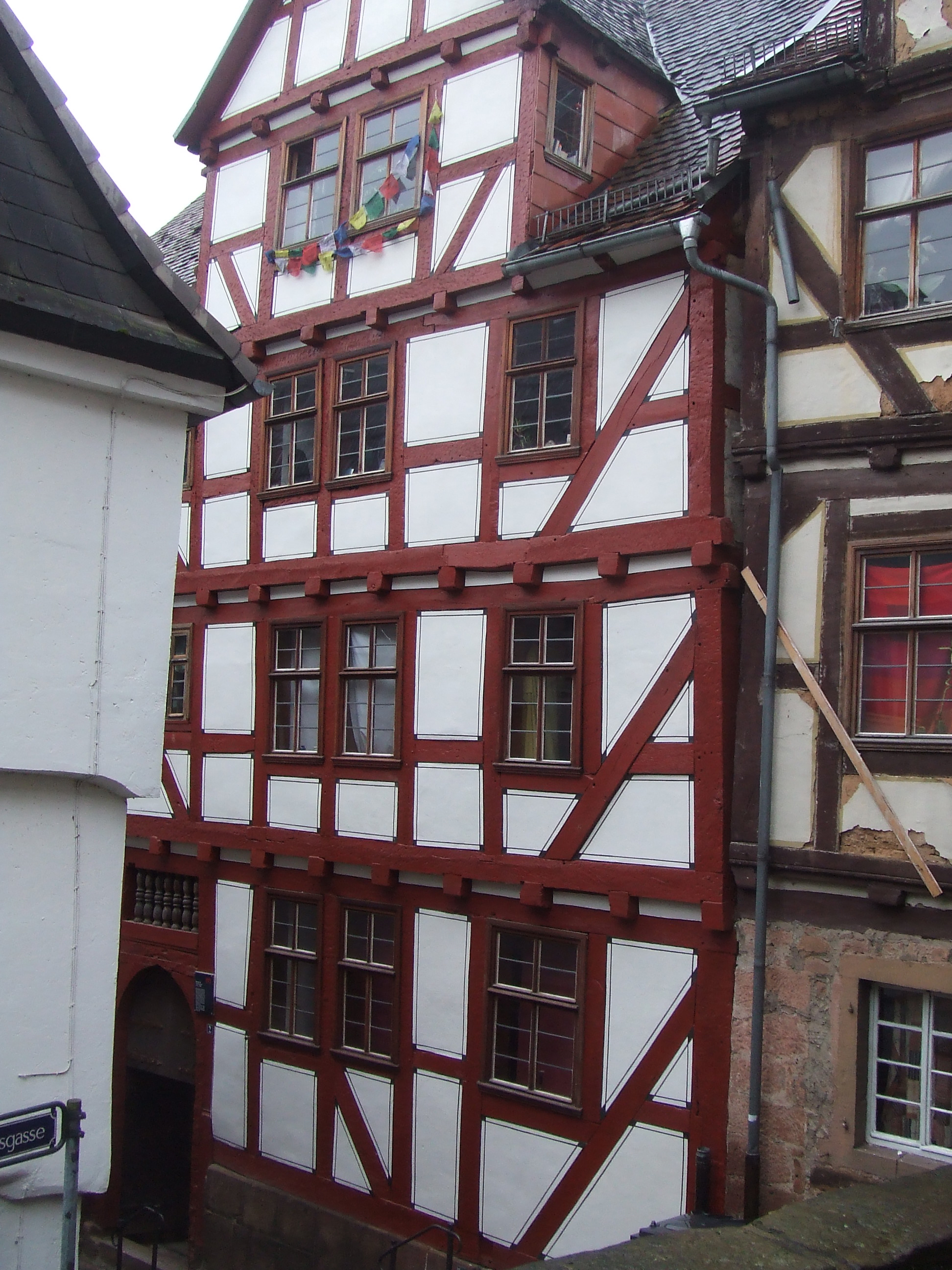
Studentenbude in der Wendelgasse 2 in Marburg

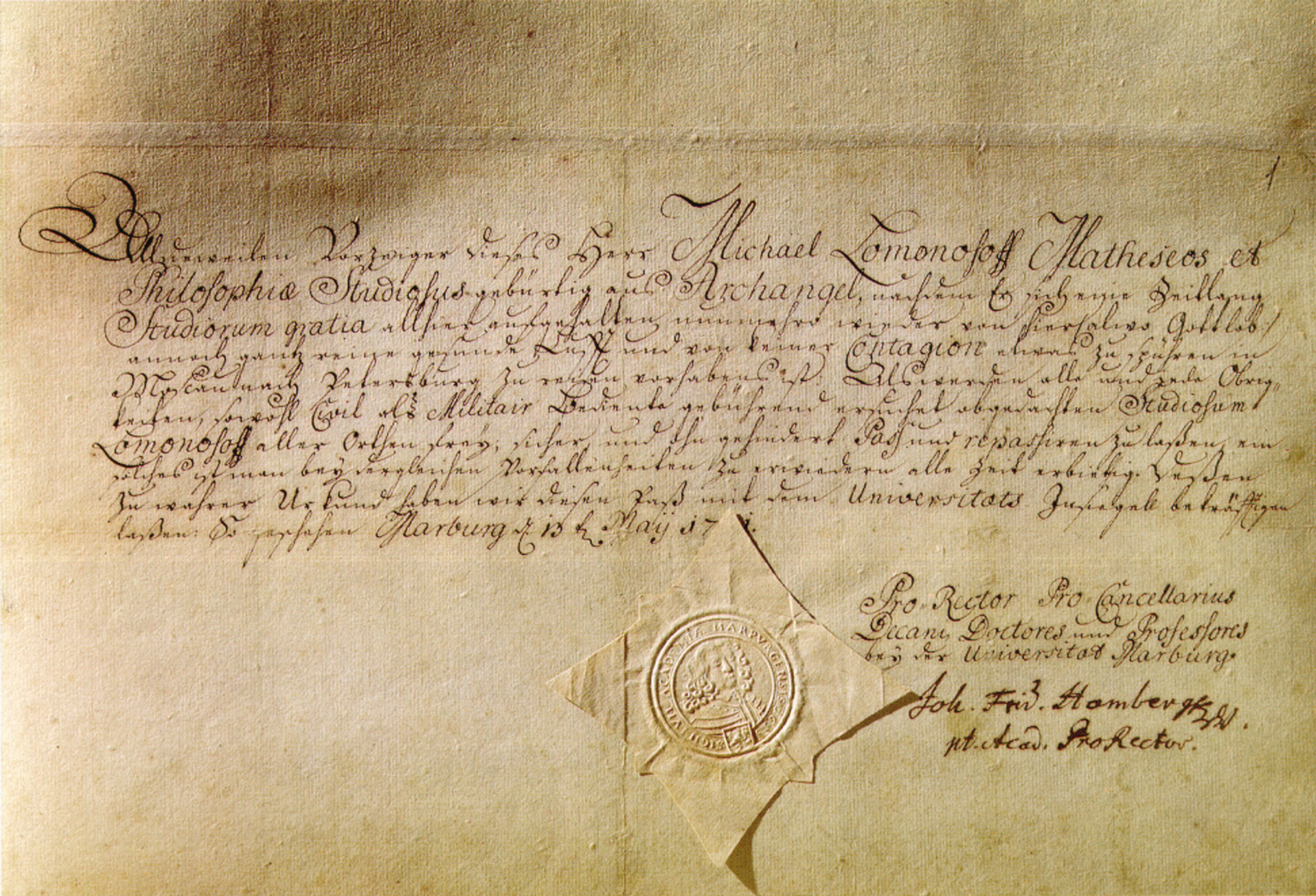
Bescheinigung des Prorectors der Universität Marburg für Michael Lomonosoff Matheseos et Philosophiae Studiosus

Lomonossow wurde 1711 in eine Fischerfamilie im hohen Norden Russlands geboren. Schon als Junge lernte er Navigation und Wetterkunde, erwarb aber auch Grundkenntnisse in russischer Grammatik bei einem Nachbarn. Seine Wissbegier war so ausgeprägt, dass er im Dezember 1730 möglicherweise gegen den Willen des Vaters, aber mit einem offiziellen Pass der Gemeinde die Familie verließ und 1000 Kilometer zu Fuß nach Moskau ging, um dort ein Studium an der von der russisch-orthodoxen Kirche getragenen, seit 1685 bestehenden Geistlichen Akademie zu beginnen. Hier gab er sich als Sohn eines Landadligen aus, wurde aufgenommen und erhielt ein Stipendium von drei Kopeken täglich. Da Lomonossow kein Latein konnte, musste er mit dem Unterricht in der ersten Klasse beginnen, in der die meisten Schüler jünger als zehn Jahre waren. Aufgrund seiner überragenden Leistungen wurde er vier Jahre später zusammen mit einigen Kommilitonen an die Akademie der Wissenschaften in St. Petersburg gesandt.
1736 setzte er sein Studium in Deutschland an der Universität Marburg (insbesondere bei dem Philosophen Christian Wolff) in den Fächern Philosophie, Mathematik, Chemie und Physik und von 1739 bis 1740 im Freiberger Laboratorium von Johann Friedrich Henckel in Mineralogie, Bergbau und Hüttenwesen fort. In Freiberg beschäftigte er sich auch intensiv mit Literatur. 1740 kehrte er nach Marburg zurück, wo er am 6. Juni 1740 Elisabeth Christina Zilch, die jüngste Tochter seiner seit 1733 verwitweten Vermieterin, heiratete. Sie hatten zwei Töchter, Catharina Elisabeth (1739–1743) und Jelena (1749–1772), und einen 1742 geborenen und verstorbenen Sohn Johannes.
Mitte Mai 1741 reiste er nach St. Petersburg, um seine Doktorarbeit bei Georg Wolfgang Krafft zu schreiben. Einige Jahre später folgte ihm seine Frau nach. Ab 1745 lehrte er als Professor der Chemie in einem von ihm eingerichteten Unterrichts- und Forschungslabor, war aber auch als Dichter sehr produktiv. 1750 forderte Kaiserin Elisabeth ihn zusammen mit dem Dichter Trediakowski auf, Schauspiele für das neue Nationaltheater zu verfassen, was er auch mit Erfolg tat.
1754/1755 wirkte er mit der tatkräftigen Unterstützung des Favoriten der Kaiserin, Iwan Iwanowitsch Schuwalow, an der Gründung der Kaiserlichen Moskauer Universität mit, die ihm zu Ehren seit 1940 Lomonossow-Universität heißt. 1760 wurde er Direktor der Universität der St. Petersburger Akademie der Wissenschaften.

## Leistungen

Lomonossow-Effekt: Ablenkung des Lichts beim Venustransit

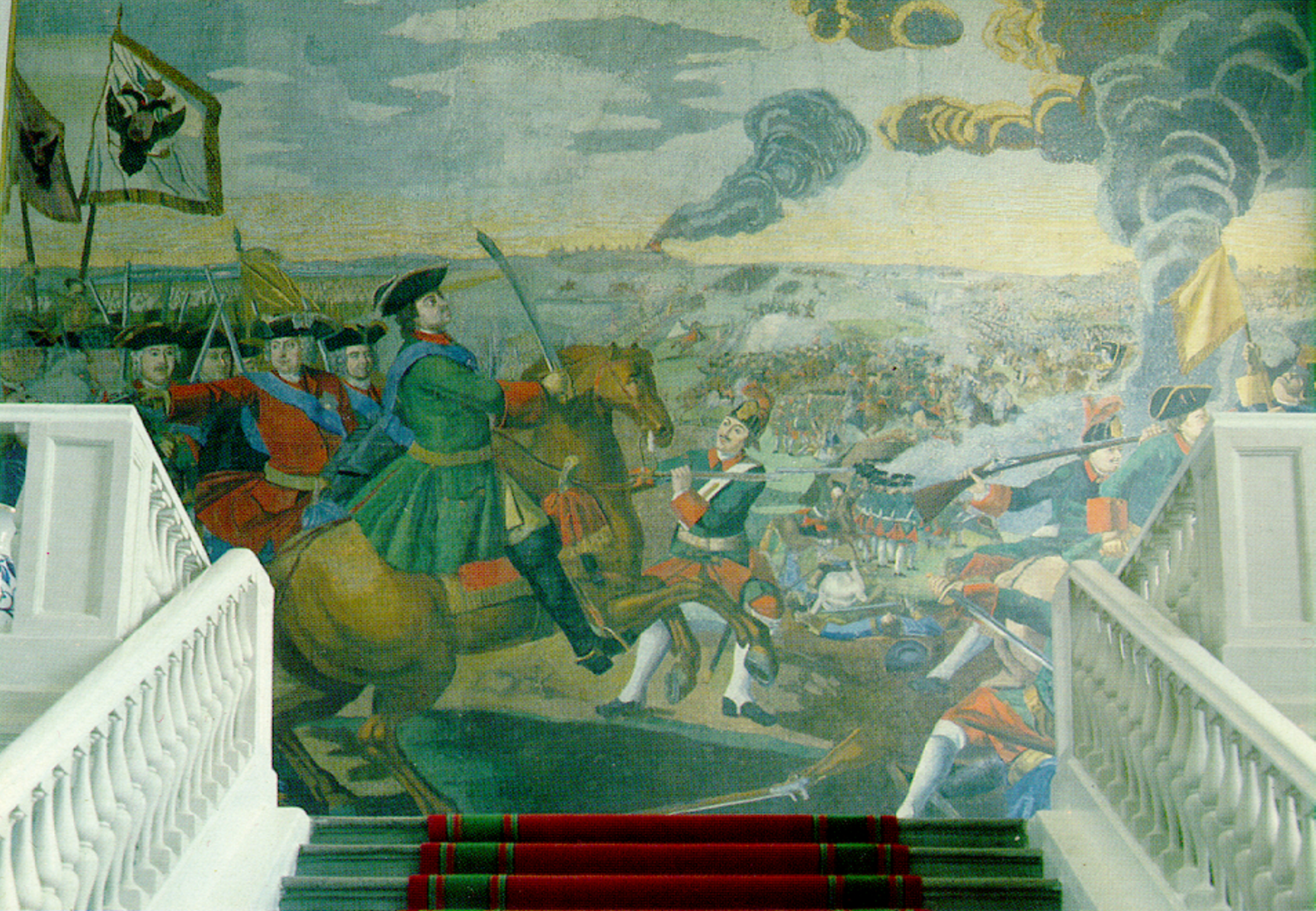
Lomonossows größtes Glasmosaik (6,44 × 4,81 m): Schlacht bei Poltawa

Lomonossow gilt als Universalgelehrter und als Begründer der russischen Wissenschaft, insbesondere als Mitbegründer der Wissenschaften Metallurgie, Geologie und Meteorologie, Geographie und Kartografie, aber auch der Geschichtswissenschaft in Russland. Wissenschaft war in Russland seinerzeit noch eine Domäne ausländischer Experten, vor allem von Deutschen und Franzosen. Alexander Puschkin sagte über Lomonossow, er habe nicht nur die erste Universität Russlands geschaffen, sondern er selbst sei eine ganze Universität gewesen. Viele wissenschaftliche Pionierleistungen auf zahlreichen Gebieten sind mit seinem Namen verbunden:
- Lomonossow widersprach der – seinerzeit weithin akzeptierten – Phlogistontheorie. 1748 postulierte er das Prinzip der Massenerhaltung bei chemischen Prozessen, das 1789 von Lavoisier ausformuliert wurde. Daher wird der Massenerhaltungssatz auch als „Lomonossow-Lavoisier-Gesetz“ bezeichnet.
- Er war ein Vertreter der atomistischen Theorie und bereitete die kinetische Gastheorie konkret vor: Nach Lomonossow ist Wärme eine Form der Bewegung der kleinsten Teilchen.
- 1748 entwickelte er eine mechanische Gravitationserklärung.
- Er bestimmte den Gefrierpunkt von Quecksilber.
- Er nahm an, dass sich Licht wellenartig ausbreitet.
- Beim Venustransit im Jahr 1761 beobachtete er rund um die Planetenscheibe einen schmalen Lichtring (Lomonossow-Effekt) und leitete daraus die Vermutung ab, die Venus habe eine Atmosphäre.
- Er stellte als Erster einen Zusammenhang zwischen Polarlichtern und elektrischer Ladung in der Erdatmosphäre her.
- Er beschrieb 1763 die unterschiedlich starke Erosion von rechtem und linkem Flussufer, die später durch die Corioliskraft erklärt werden sollte, was allerdings als widerlegt gilt.

Lomonossow erklärte zudem ungefähr im Jahre 1750 als Erster die für Schiffe verhängnisvolle Natur der Eisberge richtig: Da die Dichte des Eises 0,92 g/cm³ beträgt (Dichte des Meerwassers 1,025 g/cm³), müssen sich 90 Prozent des Volumens der Eisberge unter der Wasseroberfläche befinden. Sein Studium in Deutschland und seine deutsche Frau Elisabeth Christina mit ihrer 1739 in Marburg geborenen Tochter Catharina Elisabeth sind wahrscheinlich die Gründe dafür, dass der Universalgelehrte das Wort Eisberg (russisch: Айсберг, transkribiert Aisberg) in der russischen Sprache verankert hat.
1763 verfasste er die Denkschrift Kurzgefasste Beschreibung verschiedener Forschungsreisen auf den Nordmeeren und Angabe einer möglichen Durchfahrt auf dem Sibirischen Ozean nach Ostindien. Er gab genaue Anweisungen zur Ausrüstung und Durchführung einer Expedition zur Erforschung dieses Seewegs, der nach seiner Ansicht direkt über den Nordpol führen sollte. 1765, einen Monat nach Lomonossows Tod, fand diese mit drei Schiffen unter der Leitung von Wassili Jakowlewitsch Tschitschagow statt, traf aber westlich von Spitzbergen auf kompaktes Meereis und musste umkehren.
Noch während seiner Studienzeit in Freiberg entwickelte Lomonossow – ausgehend von den Ideen des russischen Dichters Trediakowski – ein neues Metrum für seine Dichtungen. Er propagierte Russisch als Unterrichtssprache und verfasste 1757 eine russische Grammatik, mit der die russische Schriftsprache grundlegend reformiert wurde. Diese Grammatik stellt eine Kombination von Kirchenslawisch und der damaligen russischen Umgangssprache dar. 1760 veröffentlichte er die erste Geschichte Russlands.
Im Sinne der Vorstellungen von Peter dem Großen wirkend, gehört Lomonossow zu den bedeutendsten Erneuerern des Bildungswesens im Russischen Kaiserreich; gleichzeitig war er der erste russische Wissenschaftler von Weltrang.
Außerdem kümmerte er sich um die Wiederbelebung der russischen Mosaikkunst. Auf ihn geht die Gründung einer Mosaik- und Buntglasfabrik im jetzigen Lomonossow (ehemals: Oranienbaum) bei St. Petersburg zurück.

## Ehrungen

### Namensgeber
Nach Lomonossow wurden benannt:

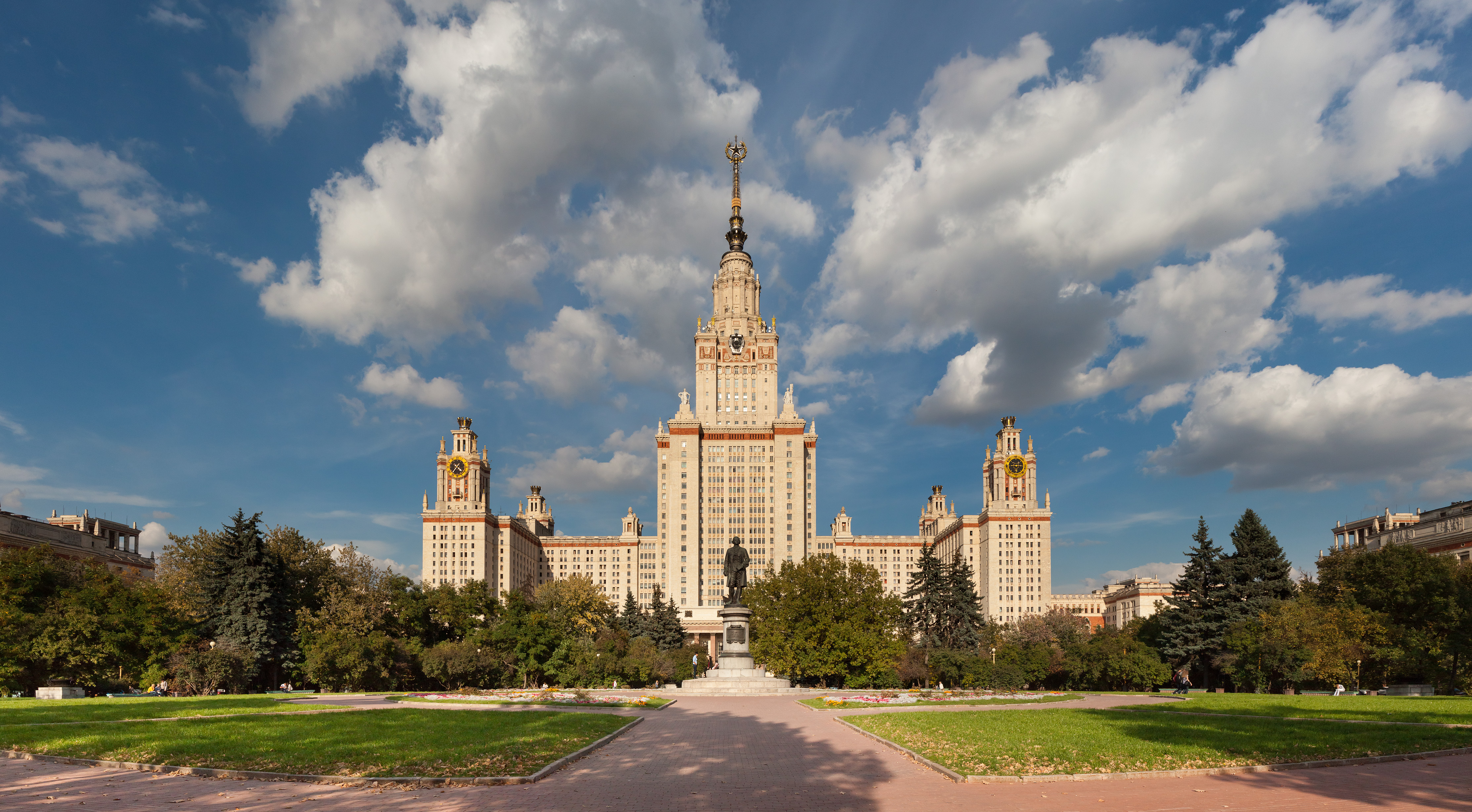
Hauptgebäude der Lomonossow-Universität, Moskau

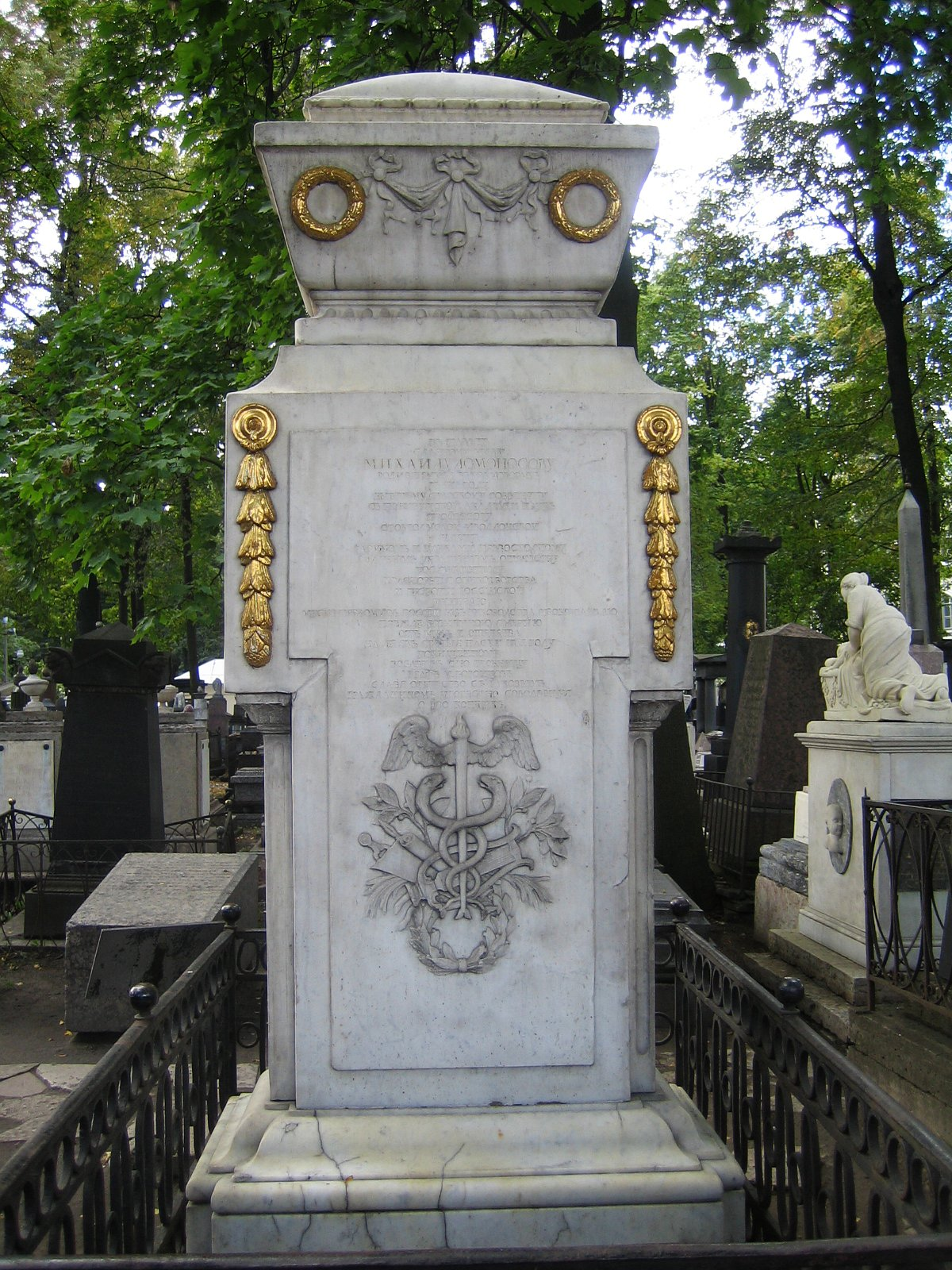
Lomonossows Grabstein auf dem Lazarus-Friedhof in St. Petersburg

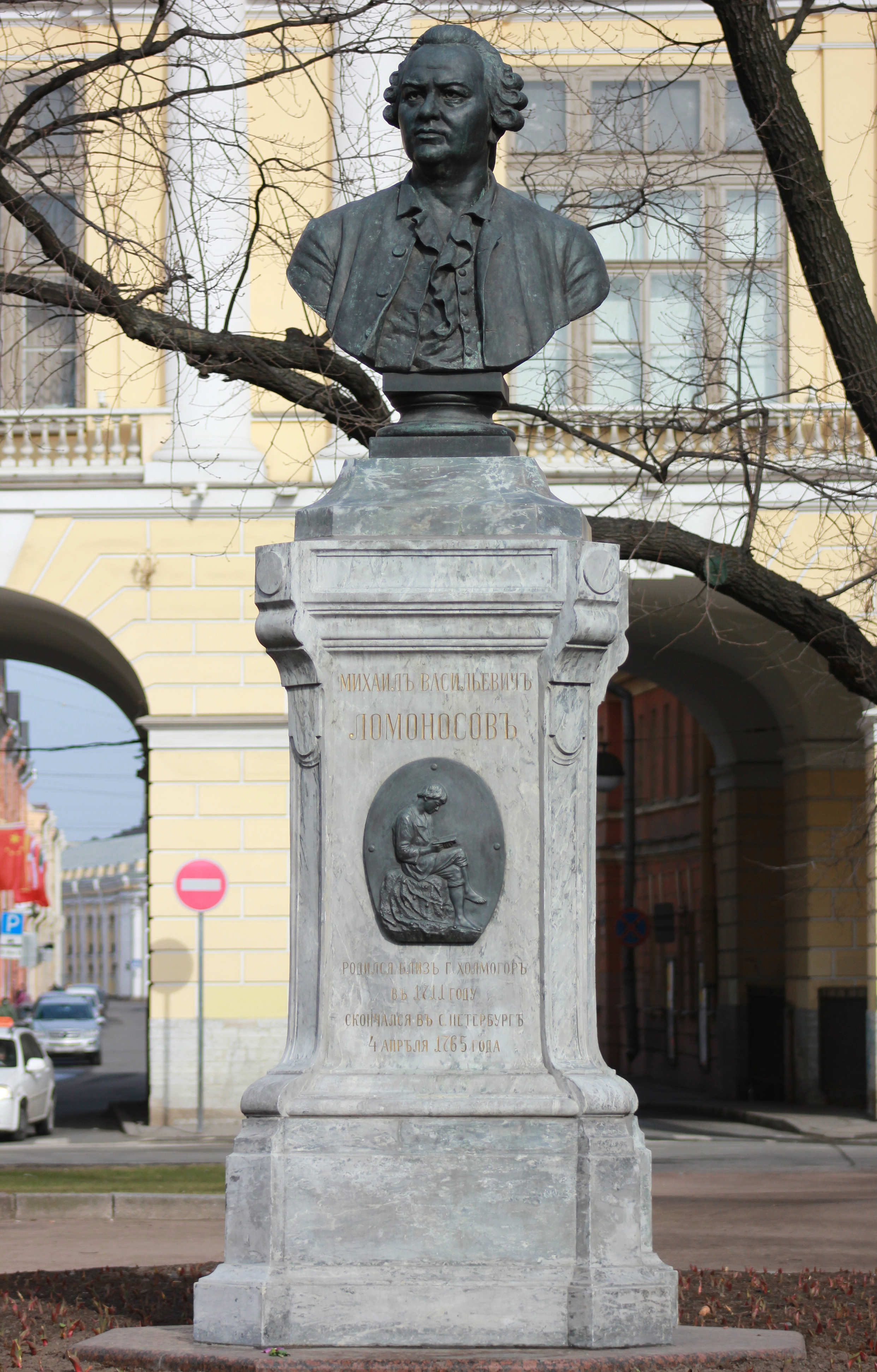
Lomonossow-Denkmal (Parmen Sabello, 1892), Lomonossow-Platz, St. Petersburg

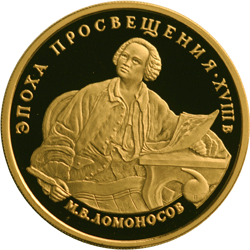
Russische Gedenkmünze aus Gold (1992)

- das „Lomonossow-Lavoisier-Gesetz“ (Massenerhaltungssatz)
- die Lomonossow-Universität Moskau
- die Lomonossow-Goldmedaille für außergewöhnliche Leistungen in der Wissenschaft, wird seit 1959 jährlich von der Sowjetischen bzw. Russischen Akademie der Wissenschaften verliehen
- ein Orden, den die Akademie für Fragen der Rechtsordnung, Verteidigung und Sicherheit der Russischen Föderation vergibt
- die Lomonossow-Brücke in St. Petersburg
- ein von 1957 bis 1999 betriebenes russisches Forschungsschiff
- das russische, mobile (schwimmende) Kernkraftwerk „Akademik Lomonossow“ zur Versorgung von Pewek im Autonomen Kreis der Tschuktschen.

in der Geographie:
- die Stadt Lomonossow bei Sankt Petersburg
- das Dorf Lomonossowo, sein Geburtsort
- das Lomonossowgebirge im ostantarktischen Königin-Maud-Land
- der Lomonossow-Rücken im Arktischen Ozean
- der Lomonossow-Strom im Atlantik
- eine Vulkangruppe auf der Kurileninsel Paramuschir

in der Astronomie:
- der Lomonossow-Effekt
- der Asteroid (1379) Lomonosowa
- ein Krater auf dem Mond[4]
- ein Krater auf dem Mars[5]

in der Raumfahrt:
- das Gammateleskop Mikhailo Lomonosov, das 2016 vom Kosmodrom Wostotschny startete

### Münzen
Zum 275. Geburtstag Lomonossows wurde 1986 eine sowjetische 1-Rubel-Gedenkmünze aus Kupfer-Nickel geprägt. 1992 wurde eine russische Goldmünze mit Nennwert 100 Rubel geprägt (Feingehalt 15,55 Gramm Gold, 5700 Exemplare).

## Werke
- Первые основания металлургии или рудных дел. (Erste Grundlagen der Metallurgie oder des Hüttenwesens), St. Petersburg 1763.
- Rußische Grammatik verfaßet von Herrn Michael Lomonoßow. aus dem Rußischen übersetzt von Johann Lorenz Stavenhagen. St. Petersburg 1764
- Aufsätze: О слоях земных. (Über die Erdschichten), Зрелище природы и художеств. (Das Bild der Natur und der Kunst), Слово о рождении металлов от трясения земли. (Rede über die Geburt der Metalle durch Erdbeben), veröff. im Bd. V der gesammelten Werke Lomonossows (Полное собрание сочинений в 11 томах / Gesammelte Werke, Moskau & Leningrad 1950–1959).
- Cобрание сочинений (Gesammelte Werke), 8 Bände, Moskau, Leningrad 1934 bis 1948
- Полное собрание сочинений/Polnoje sobranije sochinenij. (Gesammelte Werke), Sergei Iwanowitsch Wawilow (Hrsg.), 10 Bände, Moskau & Leningrad 1950–1959. Band 11, Nauka 1983
- Mikhail Vasil'evich Lomonosov on the Corpuscular Theory, Übersetzer und Einführung Henry M. Leicester, Harvard UP 1970
- Physikalisch-chemische Abhandlungen M. W. Lomonossows 1741-1752. Herausgegeben von B. N. Menschutkin und Max Speter. Ostwalds Klassiker 178, Leipzig: Engelmann 1910
- Ausgewählte Schriften in zwei Bänden. Band 1: Naturwissenschaften. Band 2: Geschichte, Sprachwissenschaft und anderes. Akademie, Berlin 1961.
- A chronological abridgment of the russian history. Ins Englische übersetzt und aktualisiert durch Georg Forster. Reihe: Print Editions. Gale Ecco, Independence, KY 2010, ISBN 1-171-48444-5.[6]
- Michail Vasil’evic Lomonosov: Schriften zur Geologie und zum Berg- und Hüttenwesen (1742–1765). Hrsg. und kommentiert von Friedrich Naumann. Verlag De Gruyter 2017. ISBN 978-3-11-042720-2.